# Уравнение Колмогорова — Чепмена
Уравнение Колмогорова — Чепмена для однопараметрического семейства непрерывных линейных операторов {\displaystyle \mathbf {P} (t),\;t>0} в топологическом векторном пространстве выражает полугрупповое свойство:
{\displaystyle \mathbf {P} (t+s)=\mathbf {P} (t)\mathbf {P} (s).}
Чаще всего этот термин используется в теории однородных марковских случайных процессов, где {\displaystyle \mathbf {P} (t),\;t\geq 0} — оператор, преобразующий распределение вероятностей в начальный момент времени в распределение вероятности в момент времени {\displaystyle t} ({\displaystyle \mathbf {P} (0)=\mathbf {1} }).
Для неоднородных процессов рассматриваются двухпараметрические семейства операторов {\displaystyle \mathbf {P} (t,h),\;h>t>0}, преобразующих распределение вероятностей в момент времени {\displaystyle t>0} в распределение вероятности в момент времени {\displaystyle h>t>0.} Для них уравнение Колмогорова—Чепмена имеет вид
{\displaystyle \mathbf {P} (t,s)=\mathbf {P} (t,h)\mathbf {P} (h,s),\;s>h>t>0.}
Для систем с дискретным временем параметры {\displaystyle t,h,s} принимают натуральные значения.

## Прямое и обратное уравнения Колмогорова
Формально дифференцируя уравнение Колмогорова—Чепмена по {\displaystyle s} при {\displaystyle s=0} получаем прямое уравнение Колмогорова:
{\displaystyle {\frac {d\mathbf {P} (t)}{dt}}=\mathbf {P} (t)\mathbf {Q} ,}
где
{\displaystyle \mathbf {Q} =\lim _{h\to 0}{\frac {\mathbf {P} (h)-\mathbf {1} }{h}}.}
Формально дифференцируя уравнение Колмогорова — Чепмена по {\displaystyle t} при {\displaystyle t=0} получаем обратное уравнение Колмогорова
{\displaystyle {\frac {d\mathbf {P} (t)}{dt}}=\mathbf {Q} \mathbf {P} (t).}
Необходимо подчеркнуть, что для бесконечномерных пространств оператор {\displaystyle \mathbf {Q} } уже не обязательно непрерывен, и может быть определен не всюду, например, быть дифференциальным оператором в пространстве распределений.

## Примеры
Рассмотрим однородные марковские случайные процессы в {\displaystyle \mathbb {R} ^{n},} для которых оператор переходных вероятностей {\displaystyle \mathbf {P} (t)} задаётся переходной плотностью
{\displaystyle p(t,x,y)}: вероятность перехода из области {\displaystyle U} в область {\displaystyle W} за время {\displaystyle t} есть {\displaystyle \int \limits _{U}dx\,\int \limits _{V}dy\,p(t,x,y)}. Уравнение Колмогорова—Чепмена для плотностей имеет вид:
{\displaystyle p(t+s,x,y)=\int \limits _{\mathbb {R} ^{n}}p(t,x,z)p(s,z,y)\,dz.}
При {\displaystyle t>0,\,t\to 0} переходная плотность {\displaystyle p(t,x,y)} стремится к δ-функции (в смысле слабого предела обобщенных функций):{\displaystyle \lim _{t\to 0}p(t,x,y)=\delta (x-y)}. Это означает, что {\displaystyle \lim _{t\to 0}\mathbf {P} (t)=\mathbf {1} .} Пусть существует предел (также обобщённая функция)
{\displaystyle q(x,y)=\lim _{h\to 0}{\frac {p(h,x,y)-\delta (x-y)}{h}}.}
Тогда оператор {\displaystyle \mathbf {Q} } действует на функции {\displaystyle f(x)}, определённые на {\displaystyle \mathbb {R} ^{n},} как {\displaystyle (\mathbf {Q} f)(x)=\int \limits _{\mathbb {R} ^{n}}q(x,y)f(y)\,dy,} и прямое уравнение Колмогорова принимает вид
{\displaystyle {\frac {\partial p(t,x,y)}{\partial t}}=\int \limits _{\mathbb {R} ^{n}}p(t,x,z)q(z,y)\,dz,}
а обратное уравнение Колмогорова
{\displaystyle {\frac {\partial p(t,x,y)}{\partial t}}=\int \limits _{\mathbb {R} ^{n}}q(x,z)p(t,z,y)\,dz.}
Пусть оператор {\displaystyle \mathbf {Q} } — дифференциальный оператор второго порядка с непрерывными коэффициентами:
{\displaystyle (\mathbf {Q} f)={\frac {1}{2}}\sum _{i,j}a^{ij}(x){\frac {\partial ^{2}f}{\partial x^{i}\partial x^{j}}}+\sum _{j}b^{j}(x){\frac {\partial f}{\partial x^{j}}}.}
(это означает, что {\displaystyle q(x,y)} есть линейная комбинация первых и вторых производных
{\displaystyle \delta (x-y)} с непрерывными коэффициентами). Матрица {\displaystyle a^{ij}} симметрична. Пусть она положительно определена в каждой точке (диффузия). Прямое уравнение Колмогорова имеет вид
{\displaystyle {\frac {\partial p(t,x,y)}{\partial t}}={\frac {1}{2}}\sum _{i,j}{\frac {\partial ^{2}}{\partial y^{i}\partial y^{j}}}(a^{ij}(y)p(t,x,y))-\sum _{j}{\frac {\partial }{\partial y^{j}}}(b^{j}(y)p(t,x,y)).}
Это уравнение называется уравнением Фоккера — Планка. Вектор {\displaystyle b^{j}} в физической литературе называется вектором сноса, а матрица {\displaystyle a^{ij}} — тензором диффузии
Обратное уравнение Колмогорова в этом случае
{\displaystyle {\frac {\partial p(t,x,y)}{\partial t}}={\frac {1}{2}}\sum _{i,j}a^{ij}(x){\frac {\partial ^{2}}{\partial x^{i}\partial x^{j}}}p(t,x,y)+\sum _{j}b^{j}(x){\frac {\partial }{\partial x^{j}}}p(t,x,y).}